# Ola Sandstig
Ola Sandstig, född 7 maj 1966 i Sfax i Tunisien, är en svensk frilansjournalist som bland annat arbetat som reporter på Uppdrag granskning. Han vann Guldspaden 2019 inom kategorin Magasin för sitt reportage Ohörda rop i Filter. 

## Granskningen av Researchgruppen
Ola Sandstigs granskning av Researchgruppen skulle publiceras av tidskriften Fokus, men efter kritik drogs den planerade publiceringen tillbaka. Kritiken uppstod efter att tidskriften Fria Tider publicerade en mejlkonversation mellan Ola Sandstig och Widar Nord, chefredaktör på Fria Tider. Artikeln publicerades sedan på Dagens Samhälle.